# كوجا لاس باغاس
كوجا لاس باغاس (بالإسبانية: Kusha Las Payas)‏؛ أغنية منفردة باللغة الإسبانية، لفرقة البوب الأندلسية-الإسبانية لاس كيتشاب، صدرت في نوفمبر 2002، ثمَّ ضُمّت لاحقًا لألبوم إيخاس دل توماتي الذي كان قد صدر في 30 يوليو من نفس العام. حقّقت الأغنية نجاحًا للفرقة، إلا أنها لم تصل لمستوى نجاح أغنية آسيريخي (بالإسبانية: Aserejé)‏. ظهرت الأغنية في النسخة الإسبانية من أحد أجزاء لعبة (بالإنجليزية: SSX)‏ الصادرة في العام 2012.

## وصلات خارجية
- أغنية كوجا لاس باغاس على يوتيوب